# シャノン・ヒギンス
シャノン・ヒギンス（Shannon O. Higgins、1970年8月22日 - ）は写真家、ジャーナリスト。アメリカ合衆国ロサンゼルス出身で、1978年に来日。大阪芸術大学写真学科卒業。卒業制作にて学長賞を授与される。
応援やヤジ等を英訳した本を出版し人気を博す。また、写真雑誌等にも多数の連載を持つ。
阪神タイガースの大ファンであり、顔があまりにもランディ・バースにそっくりなため、本人とよく間違えられるという。現在も日本在住。

## 関わった作品
- 「阪神タイガースを本気で応援してまっか?」
- 「シャノン・ヒギンスの野球英語で直球勝負!」
- 「英語で阪神タイガースを応援できまっか?」
- 「関西弁で英語を喋れまっか?」
- 「ライトスタンド―虎ファンだけの写真集」
- 「知らなければ話にならない英語必須スポーツイディオム」
- 「大人の科学」
- 週刊朝日増刊「甲子園」シリーズ（表紙撮影）